# Karczma „U Wnuka” w Zakopanem

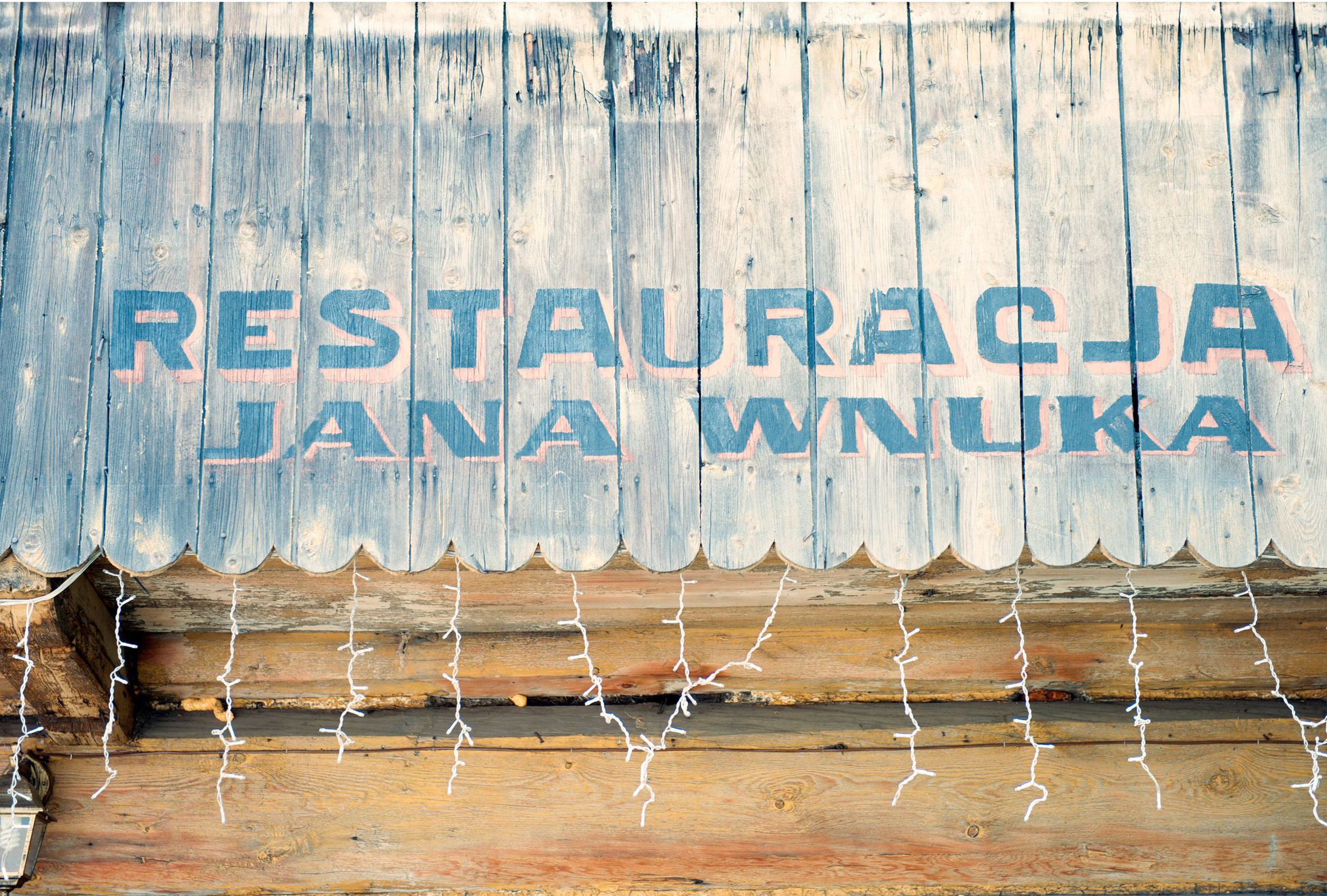
Zabytkowy szyld malowany na ścianie restauracji "U Wnuka"

Karczma „U Wnuka” w Zakopanem – zabytkowa karczma znajdująca się w Zakopanem, przy ulicy Kościeliskiej 8, za starym kościółkiem i budynkiem dawnej plebanii na Pęksowym Brzyzku.
Obiekt wpisany został do rejestru zabytków nieruchomych województwa małopolskiego.
Obiekt wybudował ok. 1850 r. Józef Krzeptowski i jest to pierwszy dom piętrowy na Podhalu. Do końca XIX w. w obiekcie funkcjonowały karczma i sklep, prowadzone przez żydowskiego przedsiębiorcę z Nowego Targu – Samuela Riegelhaupta. Potem był tu pierwszy urząd pocztowy, pierwsze kasyno Towarzystwa Tatrzańskiego (po przebudowie w 1874), czytelnia z biblioteką. W 1907 r. wnuczka Józefa Krzeptowskiego poślubiła Jana Wnuka i od tego czasu prowadzili oni w budynku karczmę. Stała się ona ulubionym miejscem spotkań górali z Podhala. Bywali tam też m.in. Walery Eljasz-Radzikowski, Tytus Chałubiński, Helena Modrzejewska, Karol Estreicher (starszy), Mieczysław Pawlikowski, Wincenty Witos, Kazimierz Przerwa-Tetmajer, Władysław Orkan, Jan Kasprowicz.
4 marca 1904 r. w budynku założono Związek Górali, który później przekształcił się w Związek Podhalan. Obecnie w budynku mieści się restauracja regionalna.